# Base aérea de La Parra
La Base Aérea de La Parra, también conocida como La Parra, fue una base aérea militar perteneciente al Ejército del Aire que se situaba junto a los actuales terrenos del Aeropuerto de Jerez, y que estuvo operativa entre los años 1938 y 1993. En sus dependencias se formaron a más de 15.000 militares, siendo sede del Ala 22 desde la creación de esta unidad hasta su traslado a la Base Aérea de Morón en el año 1993.
Entre el año 1951 y 1963 albergó en sus instalaciones la Escuela de Polimotores del Ejército del aire.

## Inicios
Durante la Guerra civil española, en el año 1936, el Bando sublevado necesitaba un Aeródromo en el sur de la Península ibérica para el traslado de sus tropas desde el Norte de Africa hacia el territorio peninsular, para lo que se improvisó un pequeño campo de vuelo dos kilómetros al sur de Jerez de la Frontera.
La situación geográfica estratégica de Jerez de la Frontera, hizo que el 3 de mayo de 1937, y con dinero recaudado de unos bodegueros, que inicialmente iba destinado a comprar un avión, diesen comienzo las obras para construir la infraestructura de la base al noroeste de la ciudad y que en marzo de 1938 fuese inaugurado el Aeródromo, cuyo nombre oficial fue Carlos Haya.
Con este nuevo aeródromo y dejando de lado el pequeño campo que se improvisó en 1936, las operaciones de transporte de tropas entre el Norte de Africa y la Península ibérica contaban ya con aviones de mayor tamaño y bimotores como el Ju-52.
En las dependencias de la Base de La Parra, desde noviembre de 1938 se aceptaba a aquellos alumnos procedentes de las escuelas elementales de vuelo como El Copero, que se encontraba en las proximidades de Sevilla y aquellos procedentes de la Base Aérea de Talavera, en Badajoz, y que tras pasar por La Parra, obtenían la licencia de vuelo de piloto de guerra.
Durante la instrucción en vuelo, los alumnos volaban distintos tipos de aviones entre los que destacaban:
- Fiat C.R.32
- Gotha Go 145
- Bücker Bü 133 Jungmeister
- North American T-6 Texan

Escuela de Polimotores y pista pavimentada
La Parra contaba con dos pistas de arena para las operaciones de despegue y aterrizaje pero no fue hasta el año 1951, con el traslado a la base, de la Escuela de Polimotores del Ejército del Aire cuando se decidió construir una pista pavimentada, para la operación de los aviones, más pesados y con trenes de aterrizaje más delicados.
La escuela de polimotores trae consigo la operación de aeronaves de mayor envergadura, que hace necesario que se mejores las infraestructuras existentes: se instalan calles de rodaje, una plataforma de estacionamiento, así como dispositivos de radioayuda para la navegación aérea.

### Fundación del 601º Escuadrón de Cooperación Aeronaval y el Ala 22

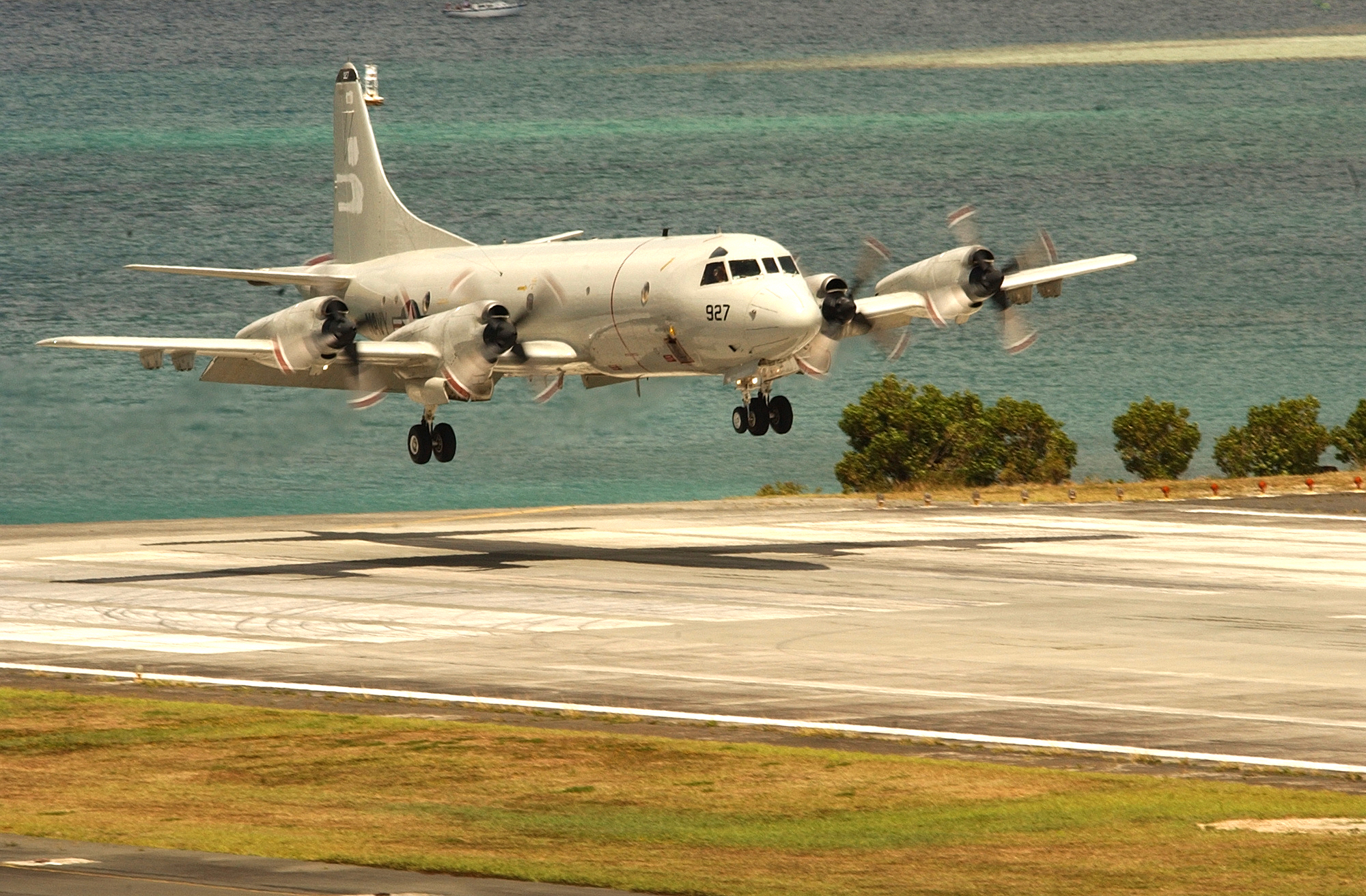
Un P3 Orion perteneciente a la Fuerza Aérea estadounidense aterrizando en Marine Corps Air Station Kaneohe, Hawaii.

En 1963 se creó el 601º Escuadrón de Cooperación Aeronaval con el Teniente Coronel del Arma de Aviación, Juan Manuel Santos Suárez al mando de la unidad, que tendría su sede en La Parra. En abril del año 1972 y tras varios cambios de nombre durante estos 9 años, el grupo pasó a llamarse Ala 22.
Este escuadrón estaba destinado a la vigilancia, lucha marítima, guerra antisubmarina y ocasionalmente misiones de búsqueda y salvamento marítimo. La situación geográfica de la base, hacia que fuese el lugar ideal, estando a escasos minutos de vuelo del mar.  
La flota inicial de esta división del Ejército del Aire contó con los aviones Grumman HU-16 Albatross.
Durante la operación inicial de esta flota, hubo 3 accidentes que costaron la vida a 22 personas:
- 14 de mayo de 1969
- 1 de julio de 1969
- 19 de septiembre de 1974

Pese a la pérdida de 3 aviones, esta división continuó operando con los Grumman HU-16 Albatross aunque en julio de 1973 llegó el primer P-3 Orion propiedad del Ejército del Aire para empezar el reemplazo de los viejos Grumman HU-16 Albatross.
El hecho de que los aviones de lucha antisubmarina dispongan de tripulaciones muy grandes dedicadas al manejo de los instrumentos de localización y lucha antisubmarina, hizo que los accidentes del Ala 22 provocaran muchos más muertos que las demás alas del Ejército de Aire. 
La compleja operación de los P-3 Orion requería que el personal del Ala 22 que formaría parte de esta flota, viajase a la Base de Moffet Field, en Estados Unidos para recibir formación específica para este tipo de aeronave.
Accidente de un P-3 Orion en La Parra
En julio del año 1977, y tan solo unos años después del último accidente de un Grumman HU-16 Albatross, se produce el primer accidente de un P-3 Orion cuando se encontraba en la fase de aterrizaje en la pista 21 de la base tras una misión de vuelo nocturno.
El avión se estrelló en la cabecera de la pista, y se incendió. Murieron seis de los diez militares que formaban la tripulación del vuelo, cinco de ellos, en el acto a causa del incendio, y el sexto tripulante falleció horas más tardes en el hospital.

## Operaciones civiles
En el año 1946 y tras el final de la Guerra civil española, el aeródromo se abre para la operación del tráfico aéreo civil, con dos pistas de aterrizaje disponibles de arena, y que tenían orientación: 04-22 y 13-31.
Sin embargo, el tráfico civil se ve limitado a aeronaves de pequeñas dimensiones o a puntuales vuelos de carga.
Gracias a la mejora de las infraestructuras con motivo del traslado de la Escuela de Polimotores en el año 1951 la base fue abierta al tráfico internacional por primera vez en el año 1968, y que propició que acometiesen otras obras de mejora, como la prolongación de la pista asfaltada, así como la construcción de una terminal de pasajeros civiles.
No fue hasta septiembre del año 1975 cuando el aeródromo empieza a contar con una ruta regular entre Madrid y Jerez de la Frontera, operada por Aviaco en un DC-9 matriculado como EC-CLD.
Esta ruta tuvo una gran demanda, lo que hizo que en invierno del año 1977, Aviaco ampliase a dos, los vuelos diarios que salían desde La Parra con destino Madrid. Uno por la mañana y otro por la noche. Siete años más tarde, en 1984 se contaba ya con cuatro vuelos diarios.
En el año 1991, y tras la gran demanda y creciente tránsito de tráfico civil, AENA empezó la remodelación y ampliación del edificio terminal, que fue finalmente inaugurado en el año 1992.
En junio del año 1993 y con el cierre de la base militar, el Aeropuerto de Jerez pasa a ser íntegramente civil y controlado por AENA.

## Cierre de la base

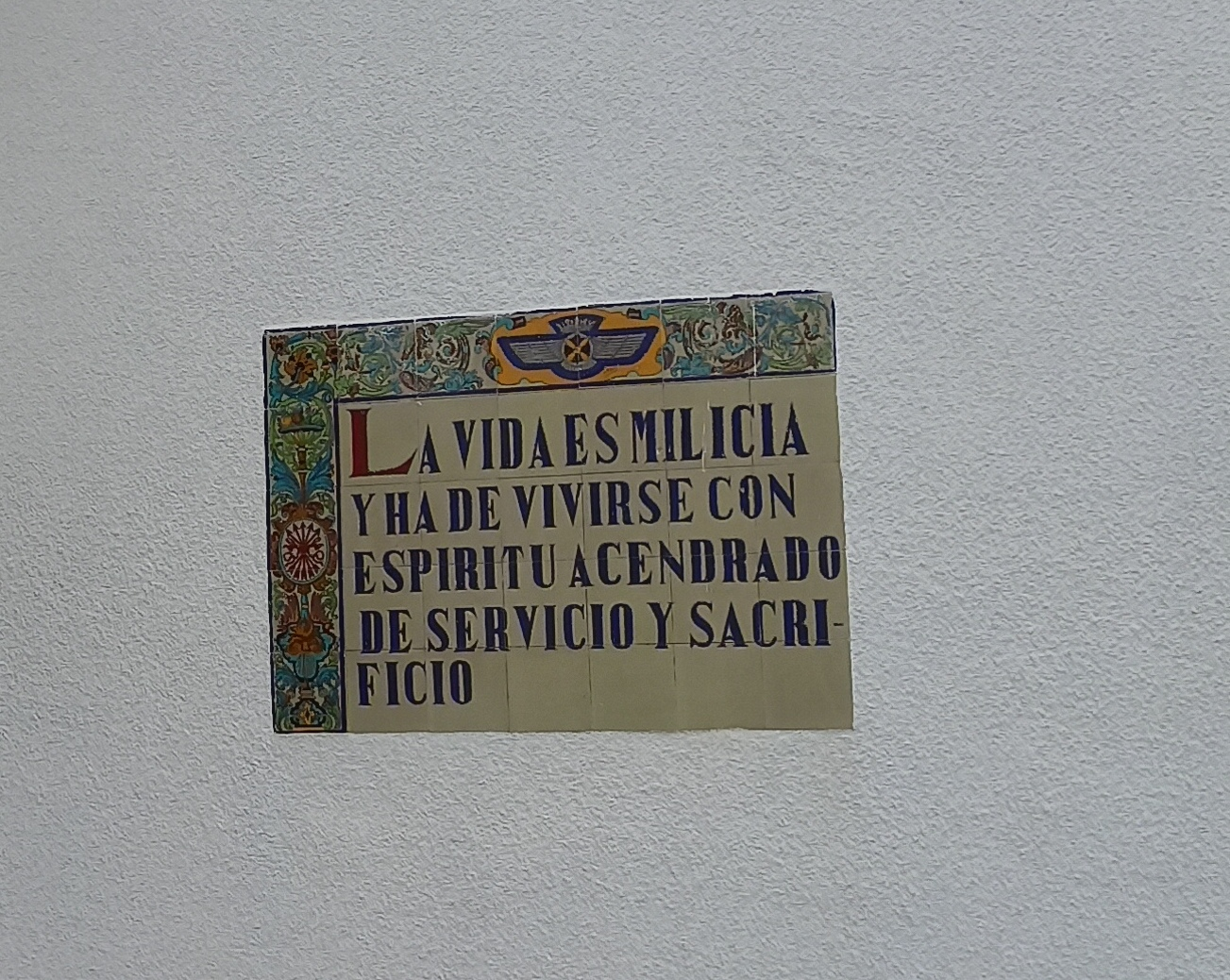
Inscripción militar que aún sigue presente en uno de los antiguos edificios en la base

Tras 55 años en Jerez de la Frontera, el 30 de junio del año 1993 la base ponía punto final a su trayectoria en la ciudad, con el traslado del Ala 22 a la Base Aérea de Morón.
Para el acto de clausura se contó con tres P-3 Orion que sobrevolaron la base a baja altura a modo de despedida, en presencia del Teniente General Fernando Ostos.
Además del desfile aéreo, tuvo lugar una misa por los caídos.
Las razones del cierre de la base radican en la presencia de la cercana Base Aérea de Morón, de gran tamaño y vacía en gran parte por la salida de las tropas norteamericanas, a dónde el Ala 22 y sus aviones de vigilancia marítima y lucha antisubmarina P-3 Orion fueron trasladados ya en el año 1992, un año antes de la clausura oficial de la base.
Tras este cambio de base, el Ala 22 como división independiente desapareció y fue absorbida por el Ala 21 (que posteriormente sería renombrada como el Ala 11) y cambiando su nombre a Grupo 22 del Ala 21 con sede en la mencionada Base Aérea de Morón.
A partir de esta fecha, el Aeropuerto de Jerez pasaría a ser íntegramente civil y a estar gestionado por AENA.